# Basingstoke-Kanal

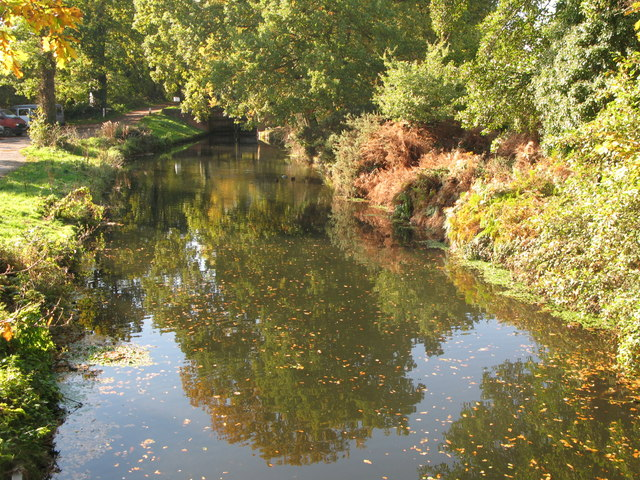
Basingstoke-Kanal

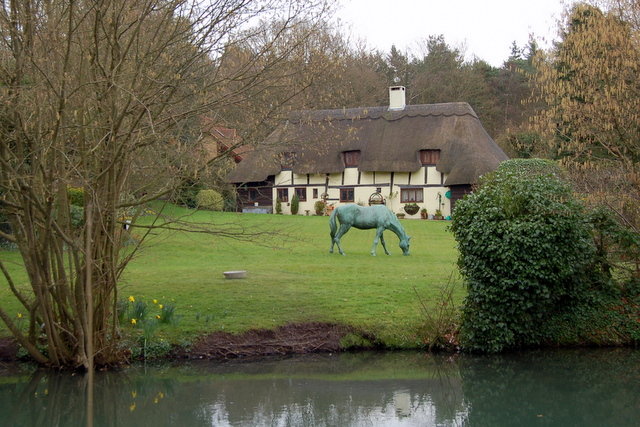
Ehemaliges Farmhaus am Kanal

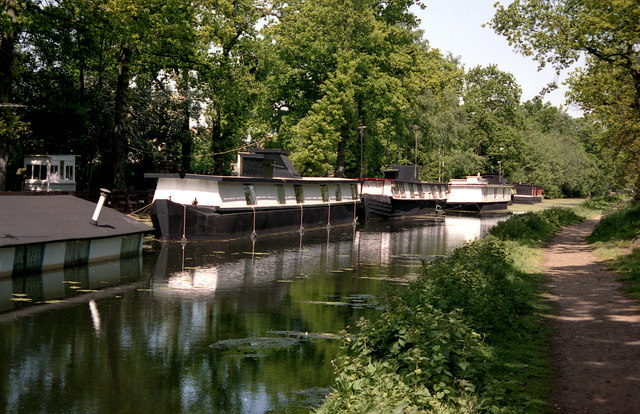
Hausboote auf dem Kanal

Der Basingstoke-Kanal ist eine im ausgehenden 18. Jahrhundert gebaute und ca. 50 km lange Wasserstraße zwischen den Orten Basingstoke (Hampshire) und Weybridge (Surrey).

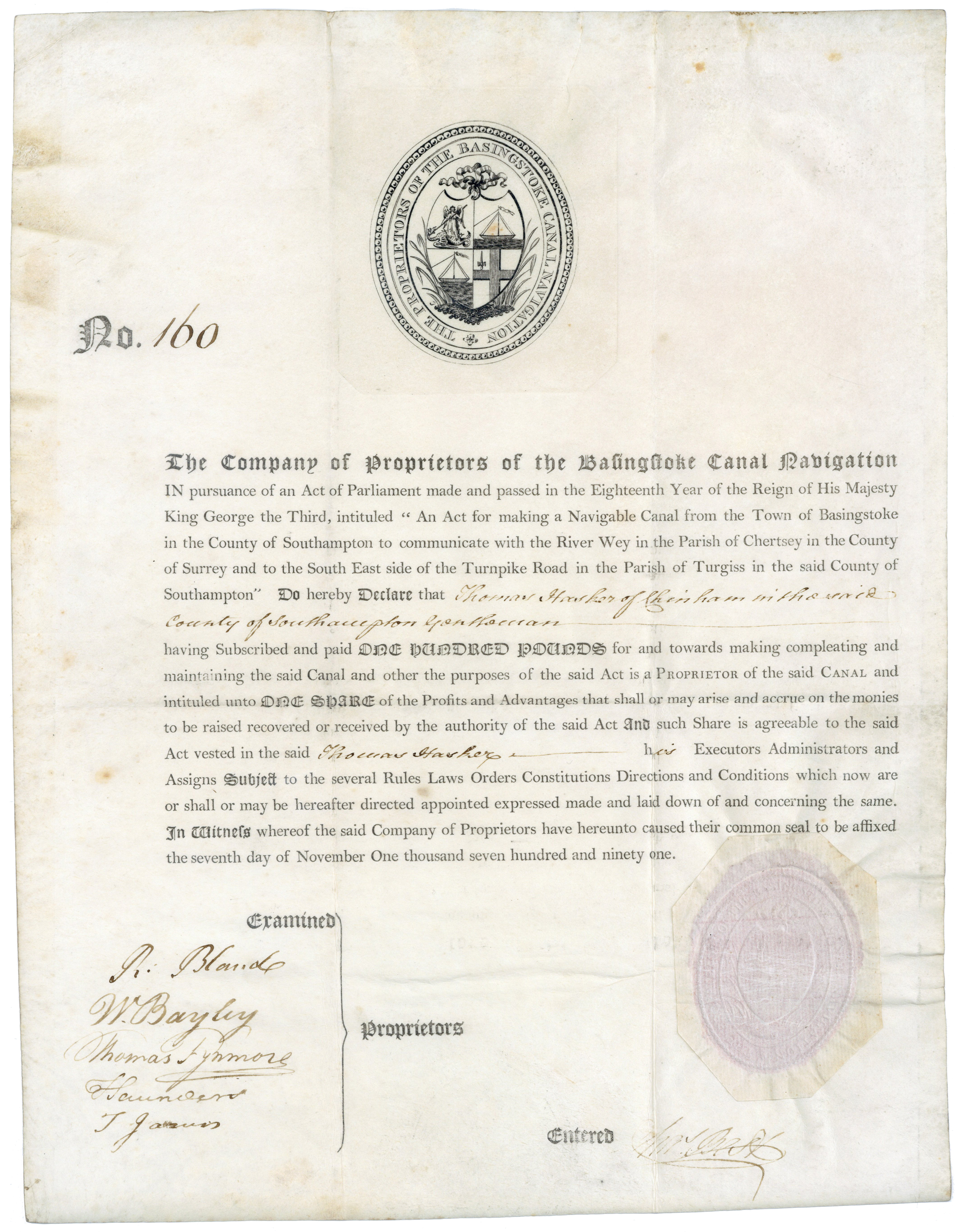
Aktie der Company of Proprietors of the Basingstoke Canal Navigation über 100 £, ausgegeben am 7. November 1791, gedruckt auf Pergament.
Mit dem Ende des Kanalfiebers stürzten diese 100 £-Aktien im Jahre 1800 auf 30 £ und 1834 auf 5 £.

## Geschichte
Ein Parlamentsbeschluss des Jahres 1778 genehmigte den Bau des Kanals, der eine bessere Anbindung des Nordens von Hampshire an den Großraum London ermöglichte. Der Amerikanische Unabhängigkeitskrieg (1775–1783) und Rechtsstreitigkeiten mit Grundeigentümern verzögerten jedoch die Bauarbeiten und so wurde der Kanal erst im Jahr 1794 fertiggestellt. Der zunehmende Straßenverkehr ließ den Kanal seit den 1920er Jahren obsolet erscheinen und nach dem teilweisen Einsturz des Greywell-Tunnels im Jahr 1932 wurde der südwestliche Teil aufgegeben und verkauft. Nach der Übernahme der verbliebenen Abschnitte durch die Regionalregierungen von Hampshire und Surrey in den 1970er Jahren begann die Restaurierung des Kanals, der im Jahr 1991 für touristische Zwecke wiedereröffnet wurde.

## Verlauf
Während der südwestliche Teil durch hügeliges Gelände führte, was den Bau mehrerer Schleusen und eines Tunnels erforderlich machte, verläuft der nordöstliche Abschnitt durch weitgehend ebenes Gelände. Der Kanal endet im kleinen Ort Byfleet ca. 5 km vor Weybridge; das letzte Stück bildet der River Wey.

## Sonstiges
- Während des Zweiten Weltkriegs wurden entlang des Kanals zur Abwehr einer befürchteten deutschen Invasion mehrere Bunker und Panzersperren errichtet.
- Der heutige Kanal wird von der Basingstoke Canal Authority verwaltet. Eine Neuanbindung von Basingstoke wird diskutiert, doch verhindert eine Fledermauskolonie im Greywell-Tunnel die Realisierung.
- Bei der Ortschaft Mytchett bei Farnbouough wurde ein Informationszentrum eingerichtet. Etwa 2 km südlich davon führt eine Kanalbrücke über die A-331.